# Râul Turcu, Bârsa
Râul Turcu este un afluent al râului Bârsa. O parte a cursului râului, situată amonte de Bran este uneori numită și Râul Moieciu. Râul se formează la confluența dintre Moieciul Rece și Moieciul Cald